# Bristol and Suburban Association Football League
Bristol and Suburban Association Football League là một giải bóng đá Anh. Giải có tổng cộng 7 hạng đấu, cao nhất là Premier Division One, nằm ở Cấp độ 12 trong Hệ thống các giải bóng đá ở Anh. Giải đấu hiện đang liên kết với Gloucestershire County FA. Đây là một trong ba giải đấu góp đội cho Gloucestershire County League.

## Lịch sử
Bristol and Suburban Association Football League được thành lập năm 1894 với tên gọi North Bristol and District Association Football League. Buổi họp đầu tiên được diễn ra vào ngày 14 tháng 9 năm 1894 tại Phoenix Coffee Palace, nằm ở Ashley Road, Montpelier, Bristol. Cuộc họp có sự tham gia của đại diện các đội đầu tiên chịu trách nhiệm thành lập và gây quỹ cho giải đấu, các đội đó bao gồm: 
- Beaufort Albion
- Bethesda
- Croft End
- Phoenix Rangers
- Rose Green
- Wanderers
- Westbourne

Bảy đội này có thể được xem là các thành viên sáng lập của giải đấu kể từ mùa giải 1894–95. Đến năm 1906, tên hiện tại của giải đấu lần đầu tiên xuất hiện.
Các giải cup sau được giới thiệu trong giải đấu
- Alfred Bosley Memorial Cup – tổ chức lần đầu tiên ở mùa giải 1952–53 với sự tham gia của các đội bóng từ các hạng đấu được lựa chọn nhưng hiện tại chỉ giới hạn cho các câu lạc bộ ở 3 hạng đấu cao nhất của giải.
- Norman Goulding Memorial Cup – tổ chức mỗi mùa giải kể từ mùa 1984–85 dành cho các đội bóng thi đấu ở Division Two hoặc thấp hơn.
- Tom Pitts Memorial Cup – thi đấu hàng năm kể từ năm 1984 để ghi nhớ công lao của Thư ký câu lạc bộ, người đã quản lý với sự hiệu quả đáng kinh ngạc.[2]

Các đội bóng từng thi đấu ở Bristol and Suburban Association Football League và hiện tại đang thi đấu ở các cấp độ cao hơn bao gồm:
- Almondsbury (bây giờ là Almondsbury UWE)
- Backwell United (bây giờ là Ashton & Backwell United)
- Brislington
- Clevedon (bây giờ là Clevedon Town)
- Hengrove Athletic
- Manor Farm (bây giờ là Bristol Manor Farm)
- Tytherington Rocks
- Winterbourne United

Greenway Sports và Almondsbury đều từng chơi ở Bristol & Suburban League. Greenway Sports vô địch Bristol Premier Combination khá nhiều lần ở đầu thập niên 1970. Hai đội này hợp nhất thành Almondsbury Greenway năm 1974 vào đến chung kết FA Vase thi đấu tại sân Wembley năm 1979, nơi Almondsbury Greenway bị đánh bại bi đối thủ Billericay Town. Câu lạc bộ đổi tên thành Almondsbury Town và ở mùa giải 2010/11 họ thi đấu ở Southern Football League Division One South & West, kết thúc ở vị trí thứ 8. Tuy nhiên, theo sau sự mất mát sân nhà Oaklands Park, họ bị đẩy xuống chơi ở Bristol & Suburban League, và sau một mùa giải trở lại thì đã giải thể.

## Đội vô địch
| Mùa giải | Premier Division One               | Premier Division Two  | Division One                             | Division Two          | Division Three        | Division Four             | Division Five           | Division Six        |
| -------- | ---------------------------------- | --------------------- | ---------------------------------------- | --------------------- | --------------------- | ------------------------- | ----------------------- | ------------------- |
| 2004–05  | Teyfant Athletic                   | Fishponds Old Boys    | Bristol Builders Supplies                | Tyndalls Park Rangers | C.T.K. Southside      | Hartcliffe Old Boys Dự bị | Potterswood Dự bị       |                     |
| 2005–06  | St Aldhelms                        | Stoke Gifford         | Old Georgians                            | C.T.K. Southside      | Southmead Athletic    | Potterswood Dự bị         | Avonmouth Rangers       |                     |
| 2006–07  | Avonmouth                          | Winford P.H.          | T.C. Sports                              | Southmead Athletic    | Ashton Old Boys       | Avonmouth Rangers         | T.C. Sports Dự bị       |                     |
| 2007–08  | St Aldhelms                        | South Glos (Hambrook) | Southmead Athletic                       | Wessex Wanderers      | Bristol Athletic      | T.C. Sports Dự bị         | Hanham Athletic Colts   |                     |
| 2008–09  | St Aldhelms                        | Southmead Athletic    | Bristol Athletic                         | Imperial Saints       | Mangotsfield United A | Lockleaze Dự bị           | Cartwheel Sports        |                     |
| 2009–10  | St. Aldhelms                       | Bristol Athletic      | Imperial Saints                          | Cartwheel Sports      | Lebeg United          | Wanderers                 | Mangotsfield United 'B' |                     |
| 2010–11  | Bristol Telephones                 | Little Stoke          | Southmead Community Sport Athletic Dự bị | Golden Hill Sports    | Lawrence Weston Dự bị | Poker County UK           | Whitchurch Dự bị        |                     |
| 2011–12  | Southmead Community Sport Athletic | Stoke Gifford United  | Ridings Rangers Dự bị                    | Lebeg United          | Poker County UK       | St. Annes Town            | Downend Foresters Dự bị |                     |
| 2012–13  | Bristol Telephones                 | Ridings High          | AFC Mangotsfield                         | Stoke Rangers         | AFC Hartcliffe        | Downend Foresters Dự bị   | Cadbury Heath 'A'       | Bristol Bilbao      |
| 2013–14  | Little Stoke                       | Downend Foresters     | Stoke Rangers                            | Old Cothamians        | Bristol Bilbao        | Park Knowle               | North Bristol United    | Sartan United Dự bị |
| 2014–15  | Stoke Gifford United               | St Aldhems            | Bristol Bilbao                           | Rockleaze Rangers 'A' | North Bristol United  | Lawrence Weston 'A'       | Winford PH Dự bị        |                     |

## Các câu lạc bô mùa giải 2014–15

### Premier Division One
Ashton United | AFC Mangotsfield | Avonmouth | Brislington 'A' | Downend | Easton Cowboys Suburbia | Fishponds Old Boys | Lawrence Weston | Lebeq United | Little Stoke | Mangotsfield Sports | Ridings High | Stoke Gifford United | Tytherington Rocks Dự bị

### Premier Division Two
Almondsbury UWE Dự bị | AFC Hartcliffe | Bristol Olympic Sports Centre | Broad Plain House Dự bị | Cadbury Heath Dự bị | Cleeve Colts | Filton Athletic | Glenside Five Old Boys | Old Cothamians | Old Georgians | Rockleaze Rangers Dự bị | St. Aldhelms | Southmead Athletic Dự bị | Stoke Rangers

### Division One
Ashton & Backwell United Colts | Avonmouth Dự bị | Bristol Bilbao | Bristol Telephones Dự bị | Kellaway Rangers | Knowle | Lawrence Weston Dự bị | Oldbury | Ridings High Dự bị | St. Aldhelms Dự bị | Sartan United | Stoke Gifford United Dự bị | Wanderers | Wessex Wanderers

### Division Two
AEK Boco Colts | Almondsbury UWE 'A' | Ashton United Dự bị | AFC Mangotsfield Dự bị | AFC Whitchurch | Downend Dự bị | Fry Club Old Boys | Keynsham Town 'A' | Old Cothamians Dự bị | Park Knowle | Parson Street Old Boys | Rockleaze Rangers 'A'

### Division Three
Broad Plain House 'A' | Corinthian Sports | Fishponds Old Boys Dự bị | Glenside Five Old Boys Dự bị | Hanham Athletic Surburbia | Long Ashton Dự bị | North Bristol United | Old Cothamians 'A' | Old Georgians Dự bị | Rockleaze Rangers 'B' | St. Annes Town | Winford PH

### Division Four
AFC Mangotsfield 'A' | Brandon Sports | Bristol Spartak | Cosmos UK | Filton Athletic Dự bị | Imperial Dự bị | Kellaway Rangers Dự bị | Lawrence Weston 'A' | Lockleaze | Oldbury Dự bị | Real St. George | Sartan United Dự bị | Stoke Gifford United 'A' | Whitchurch Sports

### Division Five
AFC Mangotsfield 'B' | AFC Whitchurch Dự bị | Avonmouth 'A' | Cosmos UK Dự bị | Fishponds Old Boys 'A' | Fry Club Old Boys Dự bị | Lockleaze Dự bị | Long Ashton 'A' | North Bristol Trust | Parson Street Old Boys Dự bị | TC Sports | Wessex Wanderers Dự bị | Winford PH Dự bị